# Сенькевич, Артём Сергеевич
Артём Серге́евич Сеньке́вич (бел. Арцём Сяргеевіч Сянькевіч, родился 4 мая 1982 в Минске, БССР, СССР) — белорусский хоккеист, нападающий, тренер.

## Карьера
Хоккеем занимается с 1988 года, первый тренер — А. Н. Владыкин. Играл за клубы ХК «Могилёв», «Керамин» (Минск), ХК «Гомель», «Химволокно» (Могилёв), ХК «Витебск», «Динамо» (Минск), «Химик» (Новополоцк), «Юность-Минск».
В составе национальной сборной Белоруссии провёл 12 матчей и набрал 4 очка (2 гола+2 голевые передачи); участник чемпионата мира 2010. В составе молодёжной сборной Белоруссии участник чемпионатов мира 2001 и 2002. В составе юношеской сборной Белоруссии участник чемпионата мира 2000.
Чемпион Белоруссии (2001, 2002, 2009, 2010, 2011, 2015). Обладатель Кубка Белоруссии (2003, 2006, 2009, 2010). Обладатель Континентального кубка (2011).

## Тренерская карьера
По окончании спортивной карьеры начал тренерскую в ОАЭ, где показал себя очень неплохим специалистом. В 2018 году он был назначен на должность старшего тренера сборной ОАЭ. Весной 2019 года квалификационный турнир проходил в столице ОАЭ Абу-Даби и хозяева выиграли турнир с новым тренером.